# Canosa Sannita
Canosa Sannita község (comune) Olaszország Abruzzo régiójában, Chieti megyében.

## Fekvése
A megye északnyugati részén fekszik. Határai: Ari, Arielli, Crecchio, Giuliano Teatino, Orsogna és Tollo.

## Története
Első említése a 9. századból származik. A következő századokban nemesi birtok volt. Önállóságát a 19. század elején nyerte el, amikor a Nápolyi Királyságban felszámolták a feudalizmust.

## Népessége
A népesség számának alakulása:

## Főbb látnivalói
- Santi Filippo e Giacomo Apostoli-templom